# Yuri Gavrílov
Yuri Vasílievich Gavrílov (en ruso: Юрий Васильевич Гаврилов; Odintsovo, Unión Soviética, 3 de mayo de 1953) es un exfutbolista ruso que fue internacional con la extinta selección de fútbol de la Unión Soviética.

## Clubes
| Club                     | País                    | Año         |
| ------------------------ | ----------------------- | ----------- |
| FC Dinamo Moscú          | Unión Soviética         | 1973 - 1976 |
| FC Spartak de Moscú      | Unión Soviética         | 1977 - 1985 |
| FC Dnipro Dnipropetrovsk | Unión Soviética         | 1986        |
| Lokomotiv de Moscú       | Unión Soviética         | 1987        |
| Porin Pallotoverit       | Finlandia               | 1988 - 1989 |
| Lokomotiv de Moscú       | Unión Soviética         | 1990        |
| FC Asmaral Moscú         | Unión Soviética · Rusia | 1991 - 1992 |
| FC Krasnoznamensk        | Rusia                   | 1993        |
| FC Saturn                | Rusia                   | 1994        |
| FC Agro Chisinau         | Moldavia                | 1995 - 1996 |
| Spumante Cricova         | Moldavia                | 1996 - 1997 |

- Datos: Q921661
- Multimedia: Yuri Gavrilov / Q921661